# Poecilocharax
Poecilocharax es un género de peces de la familia Crenuchidae y de la orden de los Characiformes.

## Especies
- Poecilocharax bovalii C. H. Eigenmann, 1909
- Poecilocharax callipterus Ohara, Pastana & Camelier, 2022[1]
- Poecilocharax rhizophilus Ohara, Pastana & Camelier, 2022[1]
- Poecilocharax weitzmani Géry, 1965